# 파워북 170

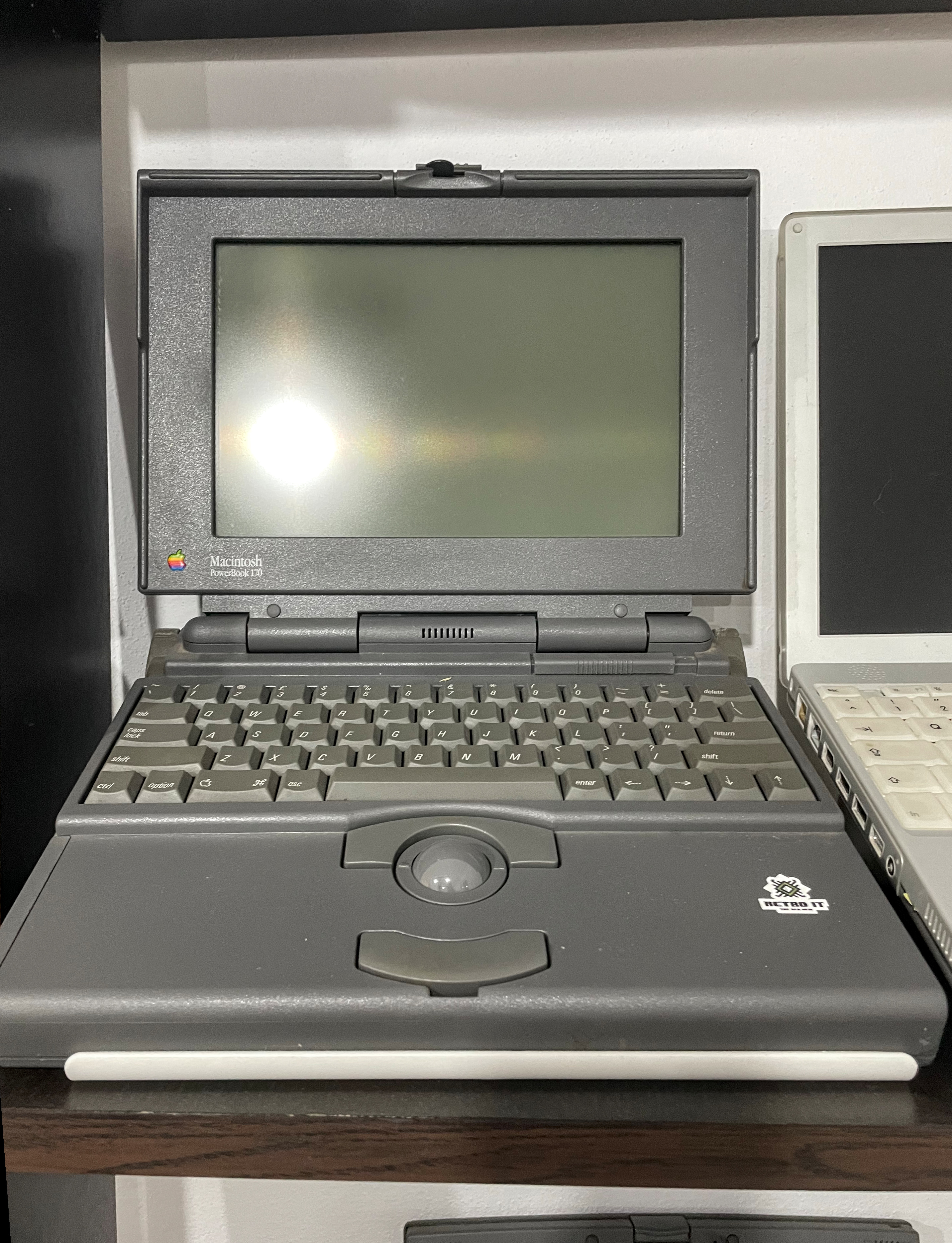

파워북 170(PowerBook 170)은 1991년 애플에서 파워북 100 및 파워북 140과 함께 출시되었다. 140과 폼 팩터가 동일하며 더 빠른 25MHz 모토로라 68030 프로세서와 68882 플로팅을 갖춘 원래 파워북 라인의 고급 제품이었다. 포인트 유닛(FPU) 및 더 비싸고 훨씬 더 나은 품질의 9.8인치(250mm) 액티브 매트릭스 디스플레이. 1992년에 파워북 180으로 대체되었다.

## 디자인
파워북 140 및 파워북 100과 동시에 출시되었지만 140과 170은 모두 애플에서 전적으로 디자인한 반면 100은 풀사이즈 매킨토시 포터블에서 소니에 의해 소형화되었다. 결과적으로 170은 애플이 만든 최초의 파워북을 나타내며, 100은 실제로 최초의 디자인 개선을 나타내지만 내부 아키텍처는 시리즈에서 가장 오래되었다.